# 乔治·韦尔诺
乔治·韦尔诺（法語：George Vernot，1901年2月27日—1962年11月22日），加拿大男子游泳运动员。他曾代表加拿大参加1920年和1924年夏季奥林匹克运动会游泳比赛，获得一枚银牌和一枚铜牌。